# Dominik Hładun
Dominik Hładun (Lubin, 17 settembre 1995) è un calciatore polacco, portiere dello Zagłębie Lubin.

## Carriera
Ha giocato nella prima divisione polacca.

## Palmarès

### Club

#### Competizioni nazionali
- Coppa di Polonia: 1

Legia Varsavia: 2022-2023
- Supercoppa di Polonia: 1

Legia Varsavia: 2023